# Kateřina Nedbálková
Kateřina Nedbálková (* 28. Mai 1974) ist eine tschechische Soziologin und Universitätsdozentin. Sie arbeitet an der Fakultät für Sozialwissenschaften  der Masaryk-Universität in Brünn. Sie beschäftigt sich mit Fragen zu Geschlecht, Gefängnis und Klasse.

## Leben
Im Jahr 1998 erwarb sie einen Master-Abschluss in Soziologie an der Masaryk-Universität. Ihre Diplomarbeit befasste sich mit der homosexuellen Subkultur. Im Jahr 2004 schloss sie ihr Aufbaustudium ab und promovierte zum PhDr und Ph.D. Das Thema ihrer Dissertation war „Spoutaná Rozkoš aneb reprodukce genderové struktury a heteronormativity ve vězeňských subkulturách žen“ („Gefesseltes Vergnügen oder die Reproduktion von Geschlechterstrukturen und Heteronormativität in Frauensubkulturen im Gefängnis“), die sie anschließend in Buchform veröffentlichte. Sie studierte auch in den USA und Kanada. Im Jahr 2010 habilitierte sie sich und erhielt den Titel einer außerordentlichen Professorin.
Im Jahr 2004 wechselte sie an den Fachbereich Soziologie der Fakultät für Sozialwissenschaften der Masaryk-Universität, wo sie von 2010 bis 2015 Leiterin des Bereichs Gender Studies war. Sie hat sich auf die Soziologie der Ungleichheit und der Klasse, die Soziologie der Familie, der Intimität und der Sexualität sowie auf die Untersuchung von Kriminalität, Normalität und Abweichung spezialisiert und über Frauen im Gefängnis geforscht. Sie befasste sich auch mit dem Thema der Arbeiterfamilien.
Sie hat einen Sohn. Sie unterstützt die gleichgeschlechtliche Ehe.

## Werke (Auswahl)
- Spoutaná Rozkoš: (re)produkce genderu a sexuality v ženské věznici. SLON, Prag 2006, ISBN 80-86429-65-2 (tschechisch, 189 S., das Thema: Geschlechtsspezifische Sonden).
- Matky kuráže: Lesbické rodiny v pozdně moderní společnosti. SLON, Prag 2011, ISBN 978-80-7419-041-4 (tschechisch, 120 S., die Art: Studien).
- Tichá dřina: Dělnictví a třída v továrně Baťa. Display, Prag 2021, ISBN 978-80-907883-1-2 (tschechisch).
- Pracovat. Display, Prag 2022, ISBN 978-80-907883-8-1 (tschechisch).